# Mustersense
El Mustersense o SALMA Mustersense (del  inglés South American land mammal ages) es una edad mamífero de América del Sur, división establecida para definir una escala geológica de tiempo para la fauna de mamíferos sudamericanos. Su límite inferior se sitúa en los 48 Ma, mientras que su límite superior se ubica en los 42 Ma.
La edad mamífero Mustersense se identificó en las costas del lago Musters, departamento Sarmiento, en el centro-sur de la provincia del Chubut, centro de la Patagonia argentina. 
Se han exhumado restos mamalíferos correspondientes a esta edad en sedimentos, del Eoceno medio, en la «formación Geste», en Antofagasta de la Sierra, provincia de Catamarca, en el noroeste de la Argentina.
Así mismo, se corresponde con la «formación Sarmiento», encontrada en la Gran Hondonada, provincia del Chubut, Argentina.
Entre los géneros del orden Notoungulata de «edad mamífero Mustersense» se encuentran: Periphragnis (Isotemnidae), y Eomorphippus (Notohippidae).
Durante las SALMAs «Mustersense» y «Casamayorense» predominaron ungulados bunodontes con una talla incrementada, coincidente con el registro térmico más frío durante el tramo comprendido desde el Eoceno temprano-medio hasta el Eoceno tardío.

## Sucesión de las edades mamífero de América del Sur
| Predecesor: Casamayorense | Mustersense Edades mamífero de América del Sur | Sucesor: Divisaderense |